# 東広島市立板城西小学校
東広島市立板城西小学校（ひがしひろしましりつ いたきにししょうがっこう）は、広島県東広島市黒瀬町小多田にある市立小学校。

## 概要
東広島市の南西部にある。校区には黒瀬川が流れており、周囲には緑豊かな田園風景が広がっている。

## 沿革
- 1911年4月 - 板城西尋常小学校と板城南尋常小学校を合併し、新しく板城西尋常小学校を創設。
- 1941年2月 - 板城西国民学校と改称。
- 1947年4月 - 賀茂郡板城村板城西小学校と改称。
- 1955年4月 - 黒瀬町立板城西小学校と改称。
- 1978年3月 - 新校舎落成。
- 1982年12月 - 体育館落成。
- 1989年7月 - 金管バンド結成。
- 2005年2月 - 町合併により東広島市立板城西小学校と改称。

## 学校行事
- 4月 - 入学式、遠足
- 9月 - 運動会
- 11月 - 二ツ山フェスティバル
- 3月 - 卒業式

## 通学区域
- 東広島市
  - 黒瀬町国近
  - 黒瀬町小多田
  - 黒瀬町宗近柳国の一部

## 進学先中学校
- 東広島市立黒瀬中学校

## 周辺
- 黒瀬工業団地
- 賀茂環境センター